# BR-070
Pour les articles homonymes, voir Route 70.

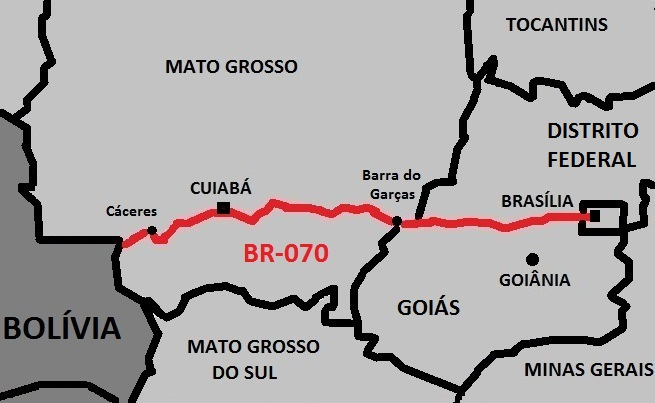
Tracé de la BR-070

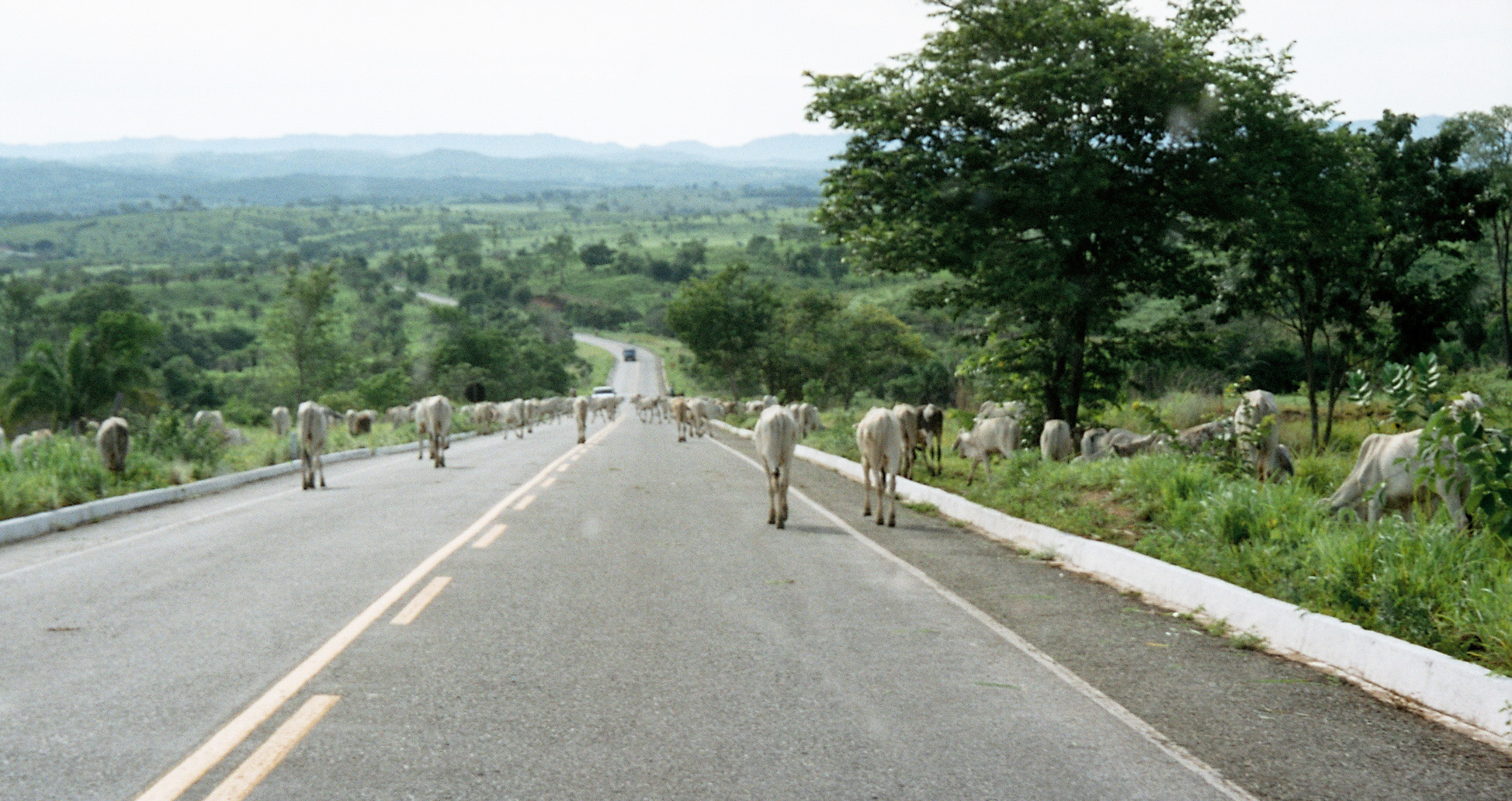
BR-070 entre Jussara (Goiás) et Goiás Velho

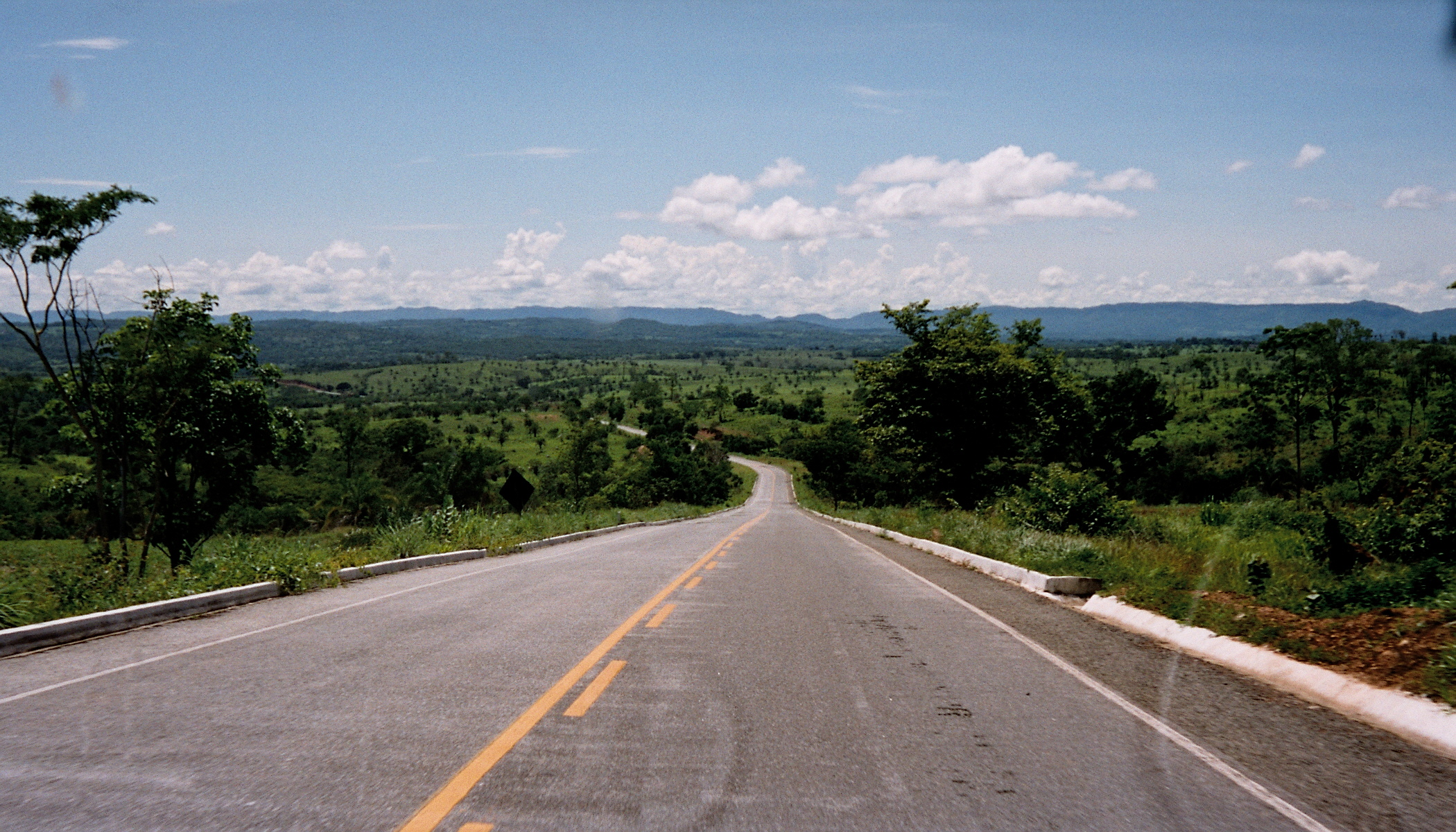
BR-070 entre Jussara (Goiás) et Goiás Velho

La BR-070 est une route fédérale du Brésil. Son point de départ se situe à Brasilia, la capitale fédérale du pays, et elle s'achève à Cáceres, dans l'État du Mato Grosso, à la frontière avec la Bolivie. Elle traverse le District fédéral et les États de Goiás et du Mato Grosso. 
Elle dessert, entre autres villes :
- Cocalzinho de Goiás ;
- Goiás ;
- Barra do Garças (Mato Grosso) ;
- Primavera do Leste (Mato Grosso) ;
- Cuiabá (Mato Grosso) ;
- Cáceres (Mato Grosso).

Sa longueur est de 1 317,70 km.